# Puerto del Rosario
Puerto del Rosario é um município da Espanha na província de Las Palmas, comunidade autónoma das Canárias. Tem 289,95 km² de área e em 2021 tinha 41 786 habitantes (densidade: 144,1 hab./km²).

## Demografia
| Variação demográfica do município entre 1991 e 2004 | Variação demográfica do município entre 1991 e 2004 | Variação demográfica do município entre 1991 e 2004 | Variação demográfica do município entre 1991 e 2004 |
| --------------------------------------------------- | --------------------------------------------------- | --------------------------------------------------- | --------------------------------------------------- |
| 1991                                                | 1996                                                | 2001                                                | 2004                                                |
| 16485                                               | 19030                                               | 21296                                               | 28357                                               |